# Nekropola u Varni
Nekropola u Varni (bug.:Варненски некропол) je grobno nalazište u zapadnom industrijskom dijelu grada Varne (oko pola kilometra od Varnanskoga jezera) u Bugarskoj. Slučajno je otkriveno u listopadu 1972. Pronađeni ostaci u grobovima predstavljaju najstarije poznate predmete od obrađenog zlata pronađene na svijetu. 
Iskopavanja su vršena pod rukovodstvom M. Lazarova (1972. – 1976.) i I. Ivanova (1972. – 1991.) sve do 1991.
294 grobova je pronađeno u nekropoli, a mnogi su sadržavali sofisticirane primjerke metalurgije (posebno što se tiče obrade zlata). Grobovi su datirani od 3200. pr. Kr. - 3000. pr. Kr. u eneolitskom razdoblju, čineći ih starijim od onih u Drevnom Egiptu i Mezopotamiji.
Kosturi su pronađeni u različitim položajima (na boku sa savijenim koljenima, na leđima a nekad i kao simbolički cenotafi). Zanimljivo je da su prazni grobovi najbogatiji zlatnim artefaktima. Pronađeno je oko 3000 zlatnih artefakata, ukupne težine 6 kilograma. Jedan je sadržavao više zlata nego u ostatku svijeta u tom razdoblju.

## Vanjske poveznice
- Arheološki muzej u Varni  Arhivirana inačica izvorne stranice od 3. ožujka 2016. (Wayback Machine) Mnogi artefakti iz Nekropole u Varni.
- Varna Necropolis Cultural Tourism  Arhivirana inačica izvorne stranice od 6. rujna 2006. (Wayback Machine) Web stranica o Nekropoli u Varni.